# Robert Braun (Schriftsteller)
Robert Braun (geboren 2. März 1896 in Wien, Österreich-Ungarn; gestorben 16. März 1972 in Schweden; Pseudonym Robert Montis) war ein österreichischer Dichter, Essayist und Bibliothekar.

## Leben
Robert Braun war der jüngere Halbbruder der österreichischen Schriftsteller Felix Braun und Käthe Braun-Prager.
Braun wurde in Wien geboren. Nach dem Schulbesuch und dem Abitur 1915 studierte er Chemie. Im Ersten Weltkrieg war er Soldat. Im Anschluss arbeitete er als Lebensmittelchemiker in der Industrie. 1917 trat er aus der jüdischen Gemeinde in Wien aus und ließ sich 1934 in der katholischen Kirche taufen. Ab 1925 war er als freier Schriftsteller tätig und arbeitete freiberuflich für Rundfunk und Zeitungen. Auch Braun musste vor den Nationalsozialisten emigrieren. Mit der Unterstützung der Gildemeester-Aktion konnte er im September 1938 mit seiner Frau Ottilie Braun, geb. Wegscheider und Tochter Hilde nach Schweden entkommen. Ab Herbst 1939 arbeitete er in der Nähe von Stockholm als Landarbeiter und lebte ab 1942 in Uppsala. Von 1943 bis zu seiner Pensionierung im Jahre 1965 war er Bibliothekar am Kunsthistorischen Institut der Universität Uppsala. 1954 wurde Robert Braun Mitglied des P.E.N.-Clubs.
Über seinen Bruder Felix Braun hatte er die Bekanntschaft mit Hans Carossa, Arthur Schnitzler, Jakob Wassermann und Stefan Zweig gemacht, mit denen er unter anderen im Freundeskreis engen Kontakt pflegte.

## Werke (Auswahl)
- Gang in der Nacht – Gedichte mit Illustrationen, Dreiländerverlag, München/Wien/Zürich, 1919
- Kampf um den Berg – (unter dem Pseudonym Robert Montis) Historische Bergfahrten, 1937
- Josephine von Schweden – Amandus, Wien, 1948, 373 Seiten
- Das wiedergefundene Wort – Ausgewählte kleine Prosa, Band 16, Neue Dichtung aus Österreich, Bergland Verlag, 1956
- Die Mutter der Flüchtlinge – Roman, Stiasny Graz/Wien, 1961, 528 Seiten
- Gehen und Gehen in Wien – Gedichte, Band 131/132, Bergland, Wien, 1966
- Was geht in Schweden eigentlich vor? – Analyse und Kritik einer Entchristlichung, Glock und Lutz, Nürnberg 1967
- Abschied vom Wienerwald – Ein Lebensbekenntnis, Styria Verlag, 1971, 166 Seiten

In schwedischer Sprache erschienen:
- Vad händer i Sverige (Was geht in Schweden eigentlich vor) – Stockholm, Pro veritate, 1970
- I skuggar av Wienerwald (Abschied vom Wienerwald) – Stockholm, Norstedt, 1969
- Silvertronen (Josephine von Schweden) – Stockholm, Norlin, 1950

## Ehrungen
- Emil-Reich-Preis für Lyrik 1928
- Mitglied des P.E.N.-Clubs seit 1954
- österreichischer Professorentitel 1963